# Schloss Gävle

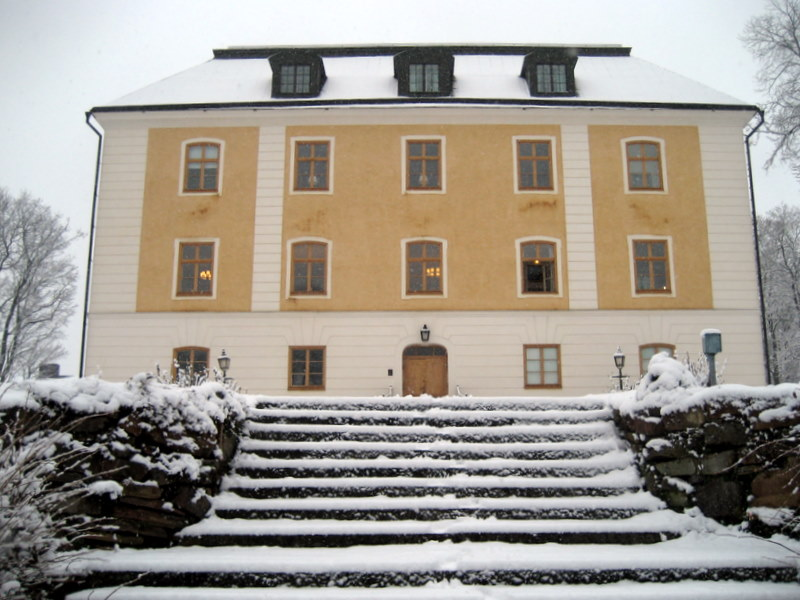
Schloss Gävle im Winter

Das Schloss Gävle liegt in der schwedischen Stadt Gävle südlich des Gavleån.
1583 ließ Johann III. ein so genanntes Kirchenschloss errichten, bei dem ein religiöser Raum den zentralen Teil darstellte. Genau wie viele andere Schlösser der Königsdynastie Wasa war es mit spitzen Türmen versehen. Der vom belgischen Architekten Willem Boy geleitete Bau konnte 1597 abgeschlossen werden. Nach mehreren Jahren des Verfalls wurde das Schloss zwischen 1650 und 1660 aufgerüstet und danach als Hauptquartier der Provinzverwaltung genutzt.
Nach einem Großbrand von 1727, bei dem die gesamte oberste Etage zerstört wurde, entschloss man sich zu einem Umbau des Gebäudes. Der Architekt Carl Hårleman ließ das Schloss im Stile des französischen Klassizismus herrichten und 1754 konnte wieder ein Landshövding einziehen. Bis heute hat der Landshövding von Gävleborgs län hier seine Residenz.
Neben dem Schloss steht das alte Schlossgefängnis. Es brannte 1727 ebenfalls ab, wurde aber wieder aufgebaut und diente bis ins 19. Jahrhundert als Gefängnis; anschließend nach dem Neubau eines Gefängnisses als Wohnhaus für Bedienstete. Heute ist das schwedische Gefängnismuseum in dem Areal untergebracht.
Seit 1935 ist das Schloss als Byggnadsminne eingestuft.